# Дубровки (городской округ Химки)
Дубровки — деревня в Московской области России. Входит в городской округ Химки. Население — 27 чел. (2010).

## География
Деревня Дубровки расположена в центральной части Московской области, на северо-западе округа, примерно в 10 км к северо-западу от центра города Химки и примерно в 33 км к юго-востоку от города Солнечногорска, в 12 км от Московской кольцевой автодороги, на правом берегу реки Клязьмы, севернее аэропорта Шереметьево.
В деревне одна улица — Аэропортовская. Ближайшие населённые пункты — деревни Исаково, Паршино и Перепечино.
При строительстве третьей ВПП аэропорта Шереметьево деревня планировалась к полному выселению и сносу. По состоянию на 2022 год, деревня снесена на приблизительно на 80 процентов от прежнего состояния.   

## История
В «Списке населённых мест» 1862 года Дубровки — владельческая деревня 3-го стана Московского уезда Московской губернии по правую сторону Санкт-Петербургского шоссе (из Москвы), в 25 верстах от губернского города, при колодце, с 10 дворами и 49 жителями (26 мужчин, 23 женщины).
По данным на 1890 год входила в состав Черкизовской волости Московского уезда, число душ составляло 42 человека.
В 1913 году — 9 дворов, купеческое имение с лесной сторожкой.
По материалам Всесоюзной переписи населения 1926 года — деревня Исаковского сельсовета Ульяновской волости Московского уезда, проживало 48 жителей (22 мужчины, 26 женщин), насчитывалось 10 крестьянских хозяйства.
С 1929 года — населённый пункт в составе Сходненского района Московского округа Московской области. Постановлением ЦИК и СНК от 23 июля 1930 года округа как административно-территориальные единицы были ликвидированы.
1929—1932 гг. — деревня Исаковского сельсовета Сходненского района.
1932—1939 гг. — деревня Исаковского сельсовета Солнечногорского района.
1939—1959 гг. — деревня Исаковского (до 17.07.1939) и Чашниковского сельсоветов Краснополянского района.
1959—1960 гг. — деревня Чашниковского сельсовета Химкинского района.
1960—1963 гг. — деревня Чашниковского (до 30.09.1960) и Искровского сельсоветов Солнечногорского района.
1963—1965 гг. — деревня Искровского сельсовета Солнечногорского укрупнённого сельского района.
1965—1994 гг. — деревня Искровского сельсовета Солнечногорского района.
В 1994 году Московской областной думой было утверждено положение о местном самоуправлении в Московской области, сельские советы как административно-территориальные единицы были преобразованы в сельские округа.
В 1994—2004 гг. деревня входила в Искровский сельский округ Солнечногорского района, в 2005—2019 годах — в Лунёвское сельское поселение Солнечногорского муниципального района, в 2019—2022 годах  — в состав городского округа Солнечногорск, с 1 января 2023 года включена в состав городского округа Химки.

## Население
| 1852 | 1859 | 1890 | 1899 | 1926 | 1966 | 1998 |
| ---- | ---- | ---- | ---- | ---- | ---- | ---- |
| 68   | ↘49  | ↘42  | ↘39  | ↗48  | ↗53  | ↘10  |
| 2002 | 2010 |      |      |      |      |      |
| ↗13  | ↗27  |      |      |      |      |      |